# Nelly e Mr. Arnaud
Nelly e Mr. Arnaud (Nelly et Monsieur Arnaud) è un film del 1995 diretto da Claude Sautet. Il regista, apprezzato per la sua delicatezza nel trattare le vicende sentimentali e già noto per pellicole come Il commissario Pelissier e Tre amici, le mogli e (affettuosamente) le altre, dirige Michel Serrault ed Emmanuelle Béart in una storia d'amore incompiuta dove il sentimento e il rispetto reciproco prevalgono su tutto.

## Trama
Parigi. Nelly è in crisi con il marito Jerome, senza lavoro da un anno e che non si impegna a trovarne uno. Lui trascorre le sue giornate davanti alla TV e uscendo a fare la spesa. Lei lavora saltuariamente come dattilografa e come commessa in panetteria. Hanno anche qualche debito. Casualmente Nelly, grazie a Jacqueline, conosce Pierre Arnaud, facoltoso ex-magistrato diventato ricchissimo operando negli ultimi anni come abile agente immobiliare. Anziano ma ancora attraente, elegante e molto perspicace, è dotato di un innegabile fascino. Da parte sua anche Nelly è molto bella, con un accenno di tristezza che traspare sempre dai suoi occhi. Dopo un breve colloquio in un bistrot Arnaud offre a Nelly un assegno per saldare i debiti e aggiunge "I soldi me li ridarà quando potrà. Per me non è un problema".
Nelly accetta e nello stesso tempo si separa da Jerome. Il loro matrimonio davvero non aveva più senso. Ora è sola ma anche libera e accetta di scrivere al computer un libro di memorie che Arnaud ha in progetto da tempo. Inoltre sarà retribuita normalmente. Grazie a questo impegno costante gli incontri di Nelly e Arnaud diventeranno una piacevole abitudine durante i quali ognuno dei due sarà sempre più incuriosito a sapere "un po' di più" dell'altro. L'interesse è reciproco e tutto va bene fino al primo intoppo. Jerome è in ospedale e Nelly accorre subito da lui. Pensa abbia tentato il suicidio ma invece ha preso solo troppi sonniferi: non solo, ha trovato un lavoro e anche una nuova compagna. Nelly sprofonda nella tristezza e anche i suoi incontri con Arnaud per la stesura del libro subiscono un arresto. In un attacco di rabbia il magistrato le grida - "Ma si guardi! Sembra un ectoplasma davanti a quel computer!"- Ne segue un acceso scontro verbale che allontanerà i due per un po'.
Nelly accetta allora la corte di Vincent, giovane editore dai modi gentili ed eleganti. Lui però corre troppo e propone a Nelly di andare a vivere insieme. In un ristorante parigino la loro storia finisce, con lei che, incredula e affranta, sarà lasciata da lui nello spazio di pochi, dolorosissimi istanti. Chiede allora di poter dormire una notte da Arnaud, che la accoglie come un gentiluomo d'altri tempi. Ottenuta la separazione da Jerome, Nelly riceve un'altra notizia: Pierre Arnaud ha deciso all'improvviso di partire con la ex-moglie per un viaggio turistico che lo terrà lontano da Parigi per parecchi mesi. Lei potrà comunque andare e venire dall'appartamento per finire di scrivere il libro per poi consegnarlo all'editore. Arnaud capisce all'ultimo momento, in aeroporto, quanto conti per lui Nelly, ne sentirà la mancanza per mesi. Nelly, più risoluta, si rende conto all'istante quanto sarà dolorosa la separazione e in modo gentile rimprovera Arnaud di non averla informata prima.

## Riconoscimenti
- 1995 - Premio Louis-Delluc
- 1995 - Seminci
  - Premio speciale della giuria
- Premi César 1996
  - Miglior regista
  - Migliore attore (Michel Serrault)
- Premi Lumière 1996
  - Miglior attore (Michel Serrault)
- David di Donatello 1996
  - Miglior film straniero